# Hebecnema humeralis
Hebecnema humeralis är en tvåvingeart som beskrevs av Couri, Pont och Penny 2006. Hebecnema humeralis ingår i släktet Hebecnema och familjen husflugor.
Artens utbredningsområde är Madagaskar. Inga underarter finns listade i Catalogue of Life.